# Crambus kumatakellus
Crambus kumatakellus là một loài bướm đêm trong họ Crambidae.